# Canton de Roubaix-Nord
Le canton de Roubaix-Nord est un ancien canton français, situé dans le département du Nord et la région Nord-Pas-de-Calais.

## Composition
Le canton de Roubaix-Nord se composait de deux fractions cantonales de Roubaix et de Wattrelos. Il compte 50 625 habitants (population municipale) au 1er janvier 2012.
| Nom                 | Code Insee | Intercommunalité              | Population (dernière pop. légale)                |
| ------------------- | ---------- | ----------------------------- | ------------------------------------------------ |
| Roubaix (chef-lieu) | 59512      | Métropole européenne de Lille | Fraction : 25 120(2012) Commune : 95 600 (2014)  |
| Wattrelos           | 59650      | Métropole européenne de Lille | Fraction : 25 505 (2012) Commune : 41 337 (2014) |

## Histoire
Le canton de Roubaix-Nord a été créé en 1892 (loi du 20 juillet 1892), en divisant  le canton de Roubaix-Est et le canton de Roubaix-Ouest.

### Conseillers généraux (de 1892 à 2015)
| Période      | Période      | Identité                   | Étiquette    | Qualité                                                                                     |
| ------------ | ------------ | -------------------------- | ------------ | ------------------------------------------------------------------------------------------- |
| 1892         | 1898         | Achille Lepers (1845-1926) | Socialiste   | Bâcleur, puis tisserand,enfin sapeur-pompier Adjoint au maire de Roubaix                    |
| 1898         | 1904         | Félix Chatteleyn           | Républicain  | Agréé près le Tribunal de commerce Sénateur du Nord (1904-1906) Adjoint au maire de Roubaix |
| 1904         | 1938 (décès) | Henri Briffaut             | SFIO         | Ouvrier tisserand Maire de Wattrelos (1912-1938)                                            |
| 1938         | 1940         | Albert Dhondt (1889-1957)  | SFIO         | Ouvrier d'usine Maire de Wattrelos (1947-1957)                                              |
|              |              |                            |              |                                                                                             |
| 1945         | 1951         | Eugène Doyen               | PCF          | Instituteur Adjoint au maire de Roubaix (1945-1947) Député (1945-1949)                      |
| 1951         | 1958         | Jules Duquesne             | MRP          | Ouvrier dans l'industrie textile Maire adjoint de Roubaix Député (1946-1955 et 1956-1958)   |
| 1958         | 1971 (décès) | Jean Delvainquière         | SFIO         | Directeur du Bureau d'aide sociale Député (1967-1968) Maire de Wattrelos (1957-1971)        |
| 27 juin 1971 | 1982         | Alain Faugaret             | SFIO puis PS | Instituteur Député (1978-1988) Maire de Wattrelos (1971-2000)                               |
| 1982         | 1988         | Jean Destaerke             | PS           | Employé Premier adjoint au maire de Wattrelos                                               |
| 1988         | 2015         | Alain Faugaret             | PS           | Député (1978-1988) Maire de Wattrelos (1971-2000)                                           |

### Conseillers d'arrondissement (de 1892 à 1940)
| Période           | Période | Identité                 | Étiquette   | Qualité |
| ----------------- | ------- | ------------------------ | ----------- | --- |
| 1892              | 1895    | Henri Briffaut           | Socialiste  | Ouvrier tisserand, Wattrelos                                                                                |
| 1895              | 1901    | Henri Delcroix           | Républicain | Tisserand et teinturier retraité, Wattrelos                                                                 |
| 1901              | 1904    | Henri Briffaut           | POF-SFIO    | Ouvrier tisserand, maire de Wattrelos (1912-1938)                                                           |
| 25 septembre 1904 | 1940    | Henri Thérin (1871-1942) | SFIO        | Tisserand puis cabaretier, adjoint au maire de Roubaix                                                      |
| 1940              |         |                          |             | Les conseils d'arrondissement ont été suspendus par la loi du 12 octobre 1940 et n'ont jamais été réactivés |

## Démographie
| 1962 | 1968 | 1975 | 1982 | 1990   | 1999   | 2006   | 2011   | 2012   |
| ---- | ---- | ---- | ---- | ------ | ------ | ------ | ------ | ------ |
| -    | -    | -    | -    | 52 109 | 51 047 | 51 587 | 50 492 | 50 625 |